# Liên minh Quốc gia vì Dân chủ
Liên minh Quốc gia vì Dân chủ (tiếng Miến Điện: အမျိုးသား ဒီမိုကရေစီ အဖွဲ့ချုပ်, IPA: [ʔəmjóðá dìmòkəɹèsì ʔəpʰwḛdʑoʊʔ]; tiếng Anh: National League for Democracy, viết tắt NLD) là một chính đảng theo chủ nghĩa xã hội dân chủ và dân chủ tự do tại Myanmar, là đảng cầm quyền từ năm 2015. Đảng này được thành lập vào ngày 27 tháng 9 năm 1988, trở thành một trong các đảng có ảnh hưởng nhất trong phong trào ủng hộ dân chủ tại Myanmar. Thủ lĩnh Aung San Suu Kyi của Đảng là chủ tịch danh dự đặc biệt của Quốc tế xã hội chủ nghĩa và đạt giải Nobel Hòa Bình, bà cũng là Cố vấn Nhà nước Myanmar từ năm 2015. Đảng giành đa số lớn tại quốc hội trong tổng tuyển cử năm 1990. Tuy nhiên, chính phủ quân sự khi đó từ chối công nhận kết quả. Ngày 6 tháng 5 năm 2010, đảng bị chính phủ quân sự tuyên bố là bất hợp pháp và lệnh phải giải tán sau khi đảng từ chối đăng ký tham gia tổng tuyển cử vào tháng 11 năm 2010. Tháng 11 năm 2011, đảng tuyên bố có ý định đăng ký với vị thế chính đảng để tranh đua trong các cuộc bầu cử tương lai và đến ngày 13 tháng 12 năm 2011, Ủy ban Bầu cử Liên bang Myanmar phê chuẩn đơn đăng ký của họ.
Trong bầu cử bổ sung năm 2012, Liên minh Quốc gia vì Dân chủ tranh đua 44 ghế trong số 45 ghế còn thiếu; kết quả là họ giành được 43 ghế. Thủ lĩnh đảng là Aung San Suu Kyi thắng cử ghế đại biểu cho Kawhmu. Trong tổng tuyển cử năm 2015, Liên minh Quốc gia vì Dân chủ giành siêu đa số tại lưỡng viện của quốc hội, mở đường cho tổng thống phi quân sự đầu tiên tại Myanmar trong 54 năm.

## Lịch sử
Liên minh Quốc gia vì Dân chủ hình thành sau Cuộc nổi dậy 8888, là một loạt các cuộc kháng nghị ủng hộ dân chủ diễn ra vào năm 1988 và kết thúc khi quân đội nắm quyền kiểm soát quốc gia trong một cuộc đảo chính. Đảng được thành lập dưới quyền lãnh đạo của Aung San Suu Kyi, bà là con gái của Aung San, một nhân vật chủ chốt trong phong trào Myanmar độc lập trong thập niên 1940.
Trong bầu cử nghị viện năm 1990, đảng thu được 59% số phiếu và thắng 392 trong số 492 ghế tranh đua, trong khi Đảng Đoàn kết Quốc gia cầm quyền chỉ được 10 ghế. Tuy nhiên, chính phủ quân sự cầm quyền (sau gọi là Hội đồng Hòa bình và Phát triển Liên bang hay SPDC) không để cho đảng thành lập chính phủ. Ngay sau bầu cử, đảng bị đàn áp và đến năm 1989 bà Suu Kyi bị quản thúc tại gia. Tổng cộng, bà bị quản thúc tại gia trong 16/21 năm sau đó, đến khi được phóng thích vào ngày 13 tháng 11 năm 2010. Một số thành viên cấp cao của Liên minh Quốc gia vì Dân chủ trốn thoát được và lập chính phủ lưu vong tại Hoa Kỳ, mang tên Chính phủ Liên minh Dân tộc Liên bang Myanmar (NCGUB).
Năm 2001, chính phủ cấp phép cho các văn phòng chi nhánh của Liên minh Quốc gia vì Dân chủ được mở lại trên khắp Myanmar, và trả tự do cho một số thành viên bị giam giữ của đảng. Đến tháng 5 năm 2002, tổng bí thư của đảng là Aung San Suu Kyi lại được phóng thích khỏi tình trạng quản thúc tại gia, bà và các thành viên khác trong đảng tiến hành một số chuyến đi trên toàn quốc và được quần chúng ủng hộ. Tuy nhiên, trong chuyến đi đến thị trấn Depayin trong tháng 5 năm 2003, hàng chục thành viên của đảng bị bắn và thiệt mạng trong một cuộc thảm sát do quân đội bảo trợ. Tổng bí thư Aung San Suu Kyi và Phó Chủ tịch U Tin Oo lại bị bắt.
Từ năm 2004, chính phủ cấm chỉ các hoạt động của đảng. Năm 2006, nhiều thành viên từ bỏ đảng, dẫn ra sách nhiễu và áp lực từ Tatmadaw (lực lượng vũ trang) và Hiệp hội Đoàn kết và Phát triển Liên bang (USDA).
Liên minh Quốc gia vì Dân chủ tẩy chay tổng tuyển cử tháng 11 năm 2010 do nhiều nhân vật trong số các thành viên ưu tú nhất của đảng bị ngăn cản ứng cử. Pháp luật được lập ra để loại trừ việc các thành viên này được phép tranh cử. Quyết định tẩy chay đến trong tháng 5, khiến cho đảng chính thức bị cấm chỉ. Một nhóm ly khai từ đảng mang tên Lực lượng Dân chủ Quốc gia tham gia tranh cử, song thu được ít hơn 3% số phiếu. Trong cuộc bầu cử này, Đảng Đoàn kết và Phát triển Liên bang (USDP) do quân đội hậu thuẫn thắng phiếu lớn, song bị Tổng thống Hoa Kỳ Obama mô tả là "vụng trộm".
Các cuộc thảo luận được tổ chức giữa Suu Kyi và chính phủ Myanmar vào năm 2011, kết quả là một số động thái chính thức để đáp ứng các yêu cầu của bà. Đến tháng 10, khoảng một phần mười tù nhân chính trị tại Myanmar được phóng thích theo lệnh ân xá và các công đoàn được hợp pháp hóa.
Ngày 18 tháng 11 năm 2011, sau một hội nghị của các thủ lĩnh, Liên minh Quốc gia vì Dân chủ tuyên bố họ có ý định tái đăng ký là một chính đảng nhằm tranh đua 48 ghế bầu cử phụ. Sau quyết định này, Suu Kyi điện đàm với Barack Obama, trong đó đồng thuận rằng Bộ trưởng Ngoại giao Hillary Clinton sẽ đến thăm Myanmar, một động thái mà đồng minh của Myanmar là Trung Quốc thận trọng. The visit took place on 30 November. Phó Chủ tịch Liên minh châu Âu Catherine Ashton hoan nghênh khả năng các cuộc bầu cử "công bằng và minh bạch" tại Myanmar, và nói rằng EU sẽ tái xét chính sách đối ngoại với Myanmar.
Đảng bị chỉ trích vì không khuyến khích các ứng cử viên Hồi giáo trong khi chuẩn bị tổng tuyển cử năm 2015, một bước được nhìn nhận là liên quan đến mong muốn duy trì quan hệ hữu hảo với các hòa thượng cứng rắn như hiệp hội Ma Ba Tha.

## Nền tảng

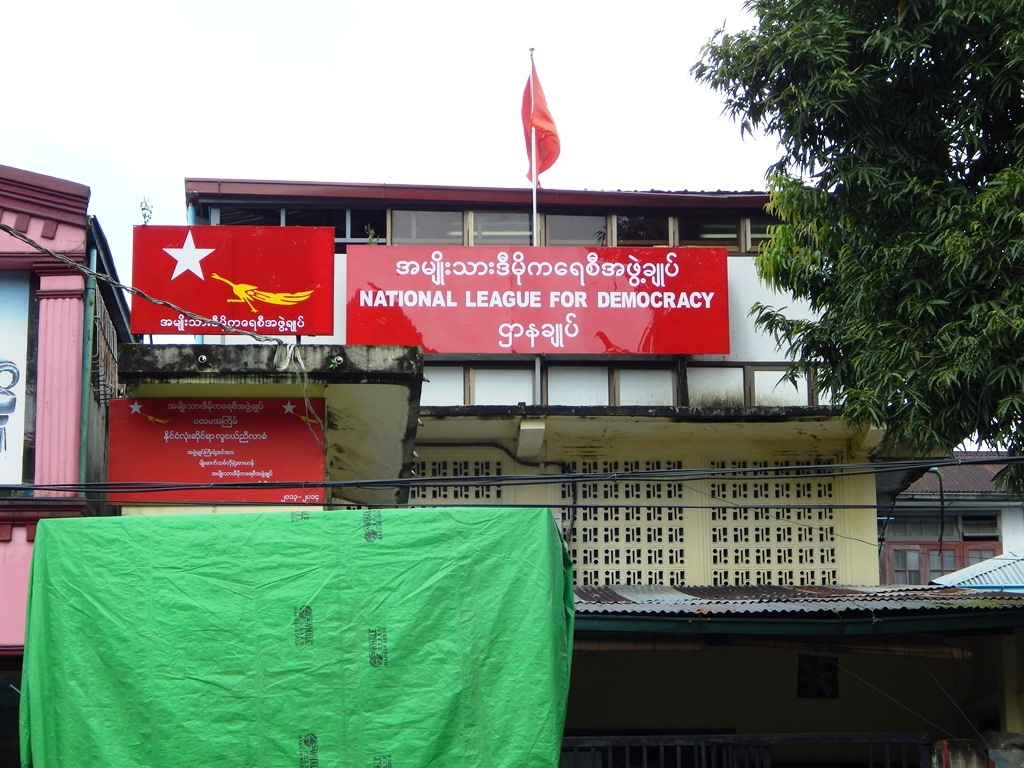
Trụ sở của Liên minh Quốc gia vì Dân chủ tại Yangon, trước khi xây dựng lại

Đảng chủ trương vận động phi bạo lực hướng đến chế độ dân chủ đa đảng tại Myanmar, quốc gia do quân đội cai trị từ năm 1962 đến năm 2011. Đảng cũng ủng hộ nhân quyền (bao gồm tự do ngôn luận theo nghĩa rộng), pháp trị, và hòa giải dân tộc.
Trong một bài phát biểu vào ngày 13 tháng 3 năm 2012, Suu Kyi còn yêu cầu độc lập của bộ máy tư pháp, hoàn toàn tự do cho truyền thông, và tăng cường phúc lợi xã hội bao gồm trợ giúp pháp lý.
Ba cũng yêu cầu sửa đổi hiến pháp năm 2008, vốn do giới vũ trang thảo ra. Bà nói rằng việc hiến pháp ủy nhiệm 25% số ghế tại quốc hội cho các đại biểu quân đội được bổ nhiệm là phi dân chủ.

## Biểu trưng
Đảng kỳ mang đặc điểm một con công, là một biểu trưng nổi tiếng của Myanmar. Con công nhảy múa (con công khi tán tỉnh hoặc khi đang trình diễn bộ lông) là đặc điểm thường thấy trong các hiệu kỳ phong kiến Myanmar cũng như các biểu trưng dân tộc chủ nghĩa trong nước. Con công chiến đấu có liên kết với cuộc đấu tranh dân chủ kéo dài nhiều thập kỷ chống lại chế độ độc tài quân sự trong nước. Nó gần giống với công lục Java do có mào mọc thành búi. Biểu trưng của Liên minh Quốc gia vì Dân chủ được chọn là hiệu kỳ của Liên hiệp Sinh viên Myanmar. Liên minh này được tổ chức từ cuộc nổi dậy chống lại quyền lực cai trị thực dân Anh tại Myanmar, nhiều năm trước khi Myanmar độc lập vào năm 1948, đóng một vai trò chính trị lớn tại Myanmar và cha của Aung San Suu Kyi là Tướng quân Aung San từng là cựu chủ tịch của Liên minh Sinh viên Đại học Rangoon.
Huy hiệu của đảng là một chiếc mũ tre truyền thống (ခမောက်).

## Kết quả bầu cử

### Thượng viện (Amyotha Hluttaw)
| Bầu cử | Tổng số ghế thắng cử | Tổng số ghế | Tỷ lệ phiếu | Kết quả bầu cử | Ghi chú         | Thủ lĩnh bầu cử  |
| ------ | -------------------- | ----------- | ----------- | -------------- | --------------- | ---------------- |
| 2010   | 0 / 224              | —           | —           | —              | Tẩy chay        | Aung San Suu Kyi |
| 2012   | 4 / 224              | —           | —           | 4              | Đối lập         | Aung San Suu Kyi |
| 2015   | 135 / 224            | —           | —           | 131            | Chính phủ đa số | Aung San Suu Kyi |

### Hạ viện (Pyithu Hluttaw)
| Bầu cử | Tống số ghế thắng | Tổng số phiếu | Tỷ lệ phiếu | Chênh lệch | Ghi chú              | Thủ lĩnh bầu cử  |
| ------ | ----------------- | ------------- | ----------- | ---------- | -------------------- | ---------------- |
| 1990   | 392 / 492         | 7.930.841     | 52,5%       | 392        | Không được công nhận | Aung San Suu Kyi |
| 2010   | 0 / 440           | —             | —           | —          | Tẩy chay             | Aung San Suu Kyi |
| 2012   | 37 / 440          | —             | —           | 37         | Đối lập              | Aung San Suu Kyi |
| 2015   | 255 / 440         | 12.794.561    | 57,1%       | 218        | Chính phủ đa số      | Aung San Suu Kyi |

### Hluttaw cấp bang và khu vực
| Bầu cử | Tống số ghế thắng | Tổng số phiếu | Tỷ lệ phiếu | Chênh lệch | Ghi chú | Thủ lĩnh bầu cử  |
| ------ | ----------------- | ------------- | ----------- | ---------- | ------- | ---------------- |
| 2015   | 476 / 850         | —             | —           | 474        |         | Aung San Suu Kyi |